# 3369 Freuchen
3369 Freuchen (1985 UZ) là một tiểu hành tinh vành đai chính được phát hiện ngày 18 tháng 10 năm 1985 bởi Poul Jensen và Karl Augustesen ở Brorfelde Observatory, Holbæk, Denmark.